# 福島市立大波小学校
福島市立大波小学校（ふくしましりつ おおなみ しょうがっこう）は、福島県福島市にあった公立小学校である。

## 概要
福島市東部地区東端の大波を学区とする。2011年3月11日に発生した東日本大震災に伴う福島第一原子力発電所事故に伴い、特定避難勧奨地点には指定されなかったものの、かつて同じ自治体であった隣接する伊達市霊山町下小国が指定地域であったために住民の自主避難が相次ぎ、震災前に41名いた児童数が減少、2014年3月20日に新たな入学生がいないまま最後の児童が卒業式を迎えたことで年度末に休校となり、2016年度末をもって廃校となった。

## 沿革
- 1873年 - 学校創立。後に学制改革や町村合併を経て伊達郡霊山町立大波小学校となる。
- 1955年3月 - 大波地区が霊山町から福島市に分割編入され、福島市立大波小学校となる。
- 1972年4月1日 - 上染屋分校の3、4学年が当校に統合される。
- 2009年3月31日 -上染屋分校が廃止される。福島市内で最後まで残った公立小学校の分校であった。
- 2014年4月1日 - 児童数が0人となり休校となる。
- 2017年3月31日 - 正式に廃校となり、福島市立岡山小学校に統合される。

## 教育方針
教育目標　

## 学校行事
| - 4月 - 5月 - 6月 | - 7月 - 8月 - 9月 | - 10月 - 11月 - 12月 | - 1月 - 2月 - 3月 |

## 通学区域
- 東部地域
  - 大波[2]

## 進学先中学校
- 福島市立福島第三中学校[3]

## 学区 / 校区内の主な施設
- 国道115号中村街道
- 福島市役所東部支所大波出張所
- 大波城跡

## 交通
- JR東日本東北本線福島駅より福島交通路線バス大波経由掛田行乗車、大波出張所下車。